# Etanna moszkowskii
Etanna moszkowskii är en fjärilsart som beskrevs av Embrik Strand 1914. Etanna moszkowskii ingår i släktet Etanna och familjen trågspinnare. Inga underarter finns listade i Catalogue of Life.